# Limbiske system
Det limbiske system (Latin limbus: "grænse" eller "kant") er et område i hjernen, som styrer hukommelsen, følelserne og det instinktive adfærd. Det limbiske system er med til at styre vores sexlyst, og hvordan vi opfører os under sex.